# Базель — Мюлуз — Фрайбург
Ба́зель — Мюлу́з — Фра́йбург (фр. Aéroport international Basel-Mulhouse-Freiburg; нім. Flughafen Basel-Mülhausen) (IATA: EAP, ICAO: LFSB); зазвичай скорочують «Аеропо́рт Ба́зеля — Мюлу́за» або «Євроаеропо́рт» (фірмове найменування з 1987) — французько-швейцарський аеропорт, розташований на французькій території, біля міста Сен-Луї, у південній частині Ельзасу, неподалік від швейцарського кордону. Єдиний у світі аеропорт керований спільно двома державами.
Аеропорт є хабом для:
- easyJet Switzerland

## Історія
Перший аеропорт Базеля, попередник сьогоднішнього міжнародного аеропорту було відкрито у 1920 на ділянці «Штерненфельд» в Бірсфельдені. У зв'язку зі збільшенням експлуатаційних вимог, це місце поступово стало непридатне, оскільки не могло бути розширене і вже у 1930-х років це призвело до ідеї об'єднання з аеропортом в Абсайме (Ельзас). Планувалося створити двосторонній французько-швейцарський міжнародний аеропорт на території Франції.
Було розпочато відповідні переговори, які перервалися з початком Другої світової війни, але після закінчення якої, переговори швидко відновилися. 8 травня 1946 року після двох місяців будівництва на території ельзаського муніципалітету Блоцайм був відкритий новий аеропорт Базель-Мюлуз. Відповідний договір між Швейцарією і Францією було підписано 4 липня 1949 року Він передбачав, що земля буде знаходитися в розпорядженні Франції та Швейцарії і що Франція надасть територію в спільне зі Швейцарією розпорядження. Також спільно були побудовані злітно-посадочні смуги і будівлі. Франція взяла на себе зобов'язання відповідати за контроль повітряних сполучень відповідно до французького законодавства. У наступні роки були проведені численні удосконалення інфраструктури.

## Авіакомпанії та напрямки, лютий 2021

### Пасажирські
| Авіакомпанія      | Пункт призначення |
| ----------------- | --- |
| Aegean Airlines   | Афіни |
| Air Algérie       | Константіна Сезонний: Алжир |
| Air Arabia Maroc  | Касабланка |
| Air France        | Париж-Шарль де Голль, Париж-Орлі |
| Air Transat       | Сезонний: Монреаль-Трюдо |
| Austrian Airlines | Відень |
| British Airways   | Лондон-Хітроу |
| Brussels Airlines | Брюссель |
| Chair Airlines    | Сезонний: Приштина |
| Corendon Airlines | Хургада Сезонний: Анталія, Бодрум, Корфу (з 2 травня 2021), Іракліон (з 1 травня 2021), Ізмір, Кос (з 2 травня 2021), Родос (з 1 травня 2021), |
| easyJet           | Альгеро, Аліканте, Амстердам, Барселона, Белград, Берлін, Бордо, Бріндізі, Бристоль, Будапешт, Катанія, Копенгаген, Единбург, Фуертевентура, Гран-Канарія, Гамбург, Краків, Лансароте, Лісабон, Лондон-Гатвік, Мадрид, Малага, Манчестер, Марракеш, Монпельє, Нант, Неаполь, Ніцца, Пальма-де-Мальорка, Порту, Прага, Приштина, Рим-Ф'юмічіно , Сантьяго-де-Компостела, Тель-Авів, Тенерифе-Південний, Тулуза, Валенсія, Відень Сезонні: Агадір, Аяччо, Афіни, Бастія, Біарриц, Кальярі, Кальві, Дубровник, Фару, Фігарі, Хургада, Ібіца, Ламеція-Терме, Менорка, Міконос, Ольбія, Пула, Спліт, Салоніки, Задар |
| Eurowings         | Пальма-де-Мальорка |
| FlyEgypt          | Сезонний чартер: Хургада, Шарм-ель-Шейх |
| Holiday Europe    | Сезонний чартер: Дубай–Аль-Мактум |
| Iberia            | Мадрид |
| KLM               | Амстердам |
| Lufthansa         | Франкфурт, Мюнхен |
| Nouvelair         | Сезонний: Джерба, Монастір |
| Pegasus Airlines  | Стамбул-Сабіха Гекчен |
| Ryanair           | Дублін (з 1 травня 2021) |
| SunExpress        | Анталія Сезонні: Ізмір |
| TUI fly Belgium   | Сезонний: Іракліон, Марракеш |
| Tunisair          | Джерба |
| Turkish Airlines  | Стамбул Сезонний: Газіантеп |
| Vueling           | Барселона |
| Wizz Air          | Белград, Бухарест, Будапешт, Київ-Жуляни, Кишинів, Клуж-Напока, Ніш, Охрид, Осієк, Приштина, Сараєво (з 21 травня 2021),, Скоп'є, Софія, Тирана, Тузла, Варшава-Шопен |

### Вантажні
| Авіакомпанія         | Пункт призначення                       |
| -------------------- | --------------------------------------- |
| ASL Airlines Belgium | Льєж                                    |
| DHL Aviation         | Східний Мідландс, Женева, Лейпциг/Галле |
| FedEx Feeder         | Париж-Шарль де Голль                    |
| Korean Air Cargo     | Сеул-Інчхон, Відень                     |
| Qatar Airways Cargo  | Доха                                    |
| UPS Airlines         | Кельн/Бонн, Женева, Сараєво             |

## Статистика
Див. джерело запитів Вікіданих та джерела.
| Рік  | Пасажирообіг | Вантажообіг (тонн) | Авіатрафік |
| ---- | ------------ | ------------------ | ---------- |
| 1946 | 12'865       |                    |            |
| 1950 | 17'932       |                    |            |
| 1955 | 85'600       |                    |            |
| 1960 | 248'339      |                    |            |
| 1965 | 389'646      |                    |            |
| 1970 | 696'230      |                    |            |
| 1975 | 753'756      |                    |            |
| 1980 | 909'754      |                    |            |
| 1985 | 1'048'748    |                    |            |
| 1990 | 1'845'202    |                    |            |
| 2000 | 3'783'527    | 124'427            | 126'892    |
| 2005 | 3'315'696    | 83'580             | 82'142     |
| 2010 | 4'129'186    | 107'488            | 77'152     |
| 2014 | 6'523'874    | 98'175             | 89'474     |
| 2015 | 7'061'059    | 101'050            | 94'359     |
| 2016 | 7'314'269    | 101'300            | 95'542     |
| 2017 | 7'888'725    | 112'283            | 95'610     |
| 2018 | 8’578’064    | 110’129            | 97’271     |

## Наземний транспорт

### Автобус
- З боку Швейцарії курсує автобус № 50 від залізничного вокзалу Базель SBB/(Базель SNCF) і до Євроаеропорта.
- З французького боку, між аеропортом і вокзалом Сен-Луї також є автобусний маршрут, який курсує від залізничних вокзалів міст Мюлуз, Кольмар, Страсбург, Бельфор і Монбельяр.
- З боку Німеччини «Автобус аеропорту» сполучає Євроаеропорт з Центральною автобусною станцією у Фрайбурзі.

## Ресурси Інтернету
Вікісховище має мультимедійні дані за темою: EuroAirport
- Official website [Архівовано 7 листопада 2008 у Wayback Machine.] (англ.) (фр.) (нім.)
- SkyVector [Архівовано 24 червня 2016 у Wayback Machine.]
- Current weather for LFSB at NOAA/NWS
- Accident history for BSL at Aviation Safety Network [Архівовано 3 березня 2016 у Wayback Machine.]
- Accident history for MLH at Aviation Safety Network [Архівовано 3 березня 2016 у Wayback Machine.]
- «Franco-Swiss treaty for the construction and use of Basel–Mulhouse airport in Blotzheim» (1949). Text available in French [Архівовано 14 квітня 2012 у Wayback Machine.] and German [Архівовано 14 квітня 2012 у Wayback Machine.].
- History of Basel Airport on Airport Website. (нім.)
- Information and some history on Airport Website [Архівовано 7 лютого 2012 у Wayback Machine.]. (англ.)